# Rugby-League-Weltmeisterschaft 2000
Die zwölfte Rugby-League-Weltmeisterschaft fand 2000 in Großbritannien, Irland und Frankreich statt. Im Finale gewann Australien 40:12 gegen Neuseeland und gewann damit die WM zum neunten Mal.

## Vorrunde
Für einen Sieg gab es zwei Punkte, für ein Unentschieden einen. Die zwei besten Mannschaften jeder Gruppe qualifizierten sich für das Viertelfinale.

### Gruppe A
|    | Land       | Spiele | Siege | Unent. | Ndlg. | Spiel- punkte | Diff. | Tabellen- punkte |
| -- | ---------- | ------ | ----- | ------ | ----- | ------------- | ----- | ---------------- |
| 1. | Australien | 3      | 3     | 0      | 0     | 198:14        | + 184 | 6                |
| 2. | England    | 3      | 2     | 0      | 1     | 144:36        | + 108 | 4                |
| 3. | Fidschi    | 3      | 1     | 0      | 2     | 56:144        | - 88  | 2                |
| 4. | Russland   | 3      | 0     | 0      | 3     | 20:224        | - 204 | 0                |

| 28. Oktober | England       | 2 : 22 | Australien | Twickenham Stadium, London Zuschauer: 33.758 Schiedsrichter: David Pakieto |
| 28. Oktober | (2:8) Bericht |        |            | Twickenham Stadium, London Zuschauer: 33.758 Schiedsrichter: David Pakieto |

| 29. Oktober | Fidschi        | 38 : 12 | Russland | Craven Park, Hull Zuschauer: 2.187 Schiedsrichter: Russell Smith |
| 29. Oktober | (16:6) Bericht |         |          | Craven Park, Hull Zuschauer: 2.187 Schiedsrichter: Russell Smith |

| 1. November | Australien     | 66 : 8 | Fidschi | Gateshead International Stadium, Gateshead Zuschauer: 4.197 Schiedsrichter: Robert Connolly |
| 1. November | (38:4) Bericht |        |         | Gateshead International Stadium, Gateshead Zuschauer: 4.197 Schiedsrichter: Robert Connolly |

| 1. November | England        | 76 : 4 | Russland | Knowsley Road, St Helens Zuschauer: 5.736 Schiedsrichter: Bill Shrimpton |
| 1. November | (30:2) Bericht |        |          | Knowsley Road, St Helens Zuschauer: 5.736 Schiedsrichter: Bill Shrimpton |

| 4. November | Australien     | 110 : 4 | Russland | The Boulevard, Hull Zuschauer: 3.044 Schiedsrichter: Stuart Cummings |
| 4. November | (50:4) Bericht |         |          | The Boulevard, Hull Zuschauer: 3.044 Schiedsrichter: Stuart Cummings |

| 4. November | England        | 66 : 10 | Fidschi | Headingley Carnegie Stadium, Leeds Zuschauer: 10.052 Schiedsrichter: Thierry Alibert |
| 4. November | (40:4) Bericht |         |         | Headingley Carnegie Stadium, Leeds Zuschauer: 10.052 Schiedsrichter: Thierry Alibert |

### Gruppe B
|    | Land       | Spiele | Siege | Unent. | Ndlg. | Spiel- punkte | Diff. | Tabellen- punkte |
| -- | ---------- | ------ | ----- | ------ | ----- | ------------- | ----- | ---------------- |
| 1. | Neuseeland | 3      | 3     | 0      | 0     | 206:28        | + 178 | 6                |
| 2. | Wales      | 3      | 2     | 0      | 1     | 80:86         | - 6   | 4                |
| 3. | Libanon    | 3      | 0     | 1      | 2     | 44:110        | - 66  | 1                |
| 4. | Cookinseln | 3      | 0     | 1      | 2     | 38:144        | - 106 | 1                |

| 29. Oktober | Neuseeland     | 64 : 0 | Libanon | Kingsholm Stadium, Gloucester Zuschauer: 2.496 Schiedsrichter: Bill Harrigan |
| 29. Oktober | (26:0) Bericht |        |         | Kingsholm Stadium, Gloucester Zuschauer: 2.496 Schiedsrichter: Bill Harrigan |

| 29. Oktober | Wales         | 38 : 6 | Cookinseln | Racecourse Ground, Wrexham Zuschauer: 5.016 Schiedsrichter: Thierry Alibert |
| 29. Oktober | (6:6) Bericht |        |            | Racecourse Ground, Wrexham Zuschauer: 5.016 Schiedsrichter: Thierry Alibert |

| 2. November | Neuseeland     | 84 : 10 | Cookinseln | Madejski Stadium, Reading Zuschauer: 3.982 Schiedsrichter: Tim Mander |
| 2. November | (48:4) Bericht |         |            | Madejski Stadium, Reading Zuschauer: 3.982 Schiedsrichter: Tim Mander |

| 2. November | Wales          | 24 : 22 | Libanon | Stradey Park, Llanelli Zuschauer: 1.497 Schiedsrichter: David Pakieto |
| 2. November | (18:6) Bericht |         |         | Stradey Park, Llanelli Zuschauer: 1.497 Schiedsrichter: David Pakieto |

| 5. November | Cookinseln     | 22 : 22 | Libanon | Millennium Stadium, Cardiff Zuschauer: 17.612 Schiedsrichter: Bill Shrimpton |
| 5. November | (18:4) Bericht |         |         | Millennium Stadium, Cardiff Zuschauer: 17.612 Schiedsrichter: Bill Shrimpton |

| 5. November | Wales          | 18 : 58 | Neuseeland | Millennium Stadium, Cardiff Zuschauer: 17.612 Schiedsrichter: Russell Smith |
| 5. November | (6:30) Bericht |         |            | Millennium Stadium, Cardiff Zuschauer: 17.612 Schiedsrichter: Russell Smith |

### Gruppe C
|    | Land            | Spiele | Siege | Unent. | Ndlg. | Spiel- punkte | Diff. | Tabellen- punkte |
| -- | --------------- | ------ | ----- | ------ | ----- | ------------- | ----- | ---------------- |
| 1. | Papua-Neuguinea | 3      | 3     | 0      | 0     | 69:42         | + 27  | 6                |
| 2. | Frankreich      | 3      | 2     | 0      | 1     | 104:37        | + 67  | 4                |
| 3. | Tonga           | 3      | 1     | 0      | 2     | 96:76         | + 20  | 2                |
| 4. | Südafrika       | 3      | 0     | 0      | 3     | 24:138        | - 114 | 0                |

| 28. Oktober | Frankreich     | 20 : 23 | Papua-Neuguinea | Stade Sébastien Charléty, Paris Zuschauer: 7.498 Schiedsrichter: Steve Ganson |
| 28. Oktober | (16:0) Bericht |         |                 | Stade Sébastien Charléty, Paris Zuschauer: 7.498 Schiedsrichter: Steve Ganson |

| 28. Oktober | Tonga          | 66 : 18 | Südafrika | Stade Sébastien Charléty, Paris Zuschauer: 7.498 Schiedsrichter: Darren Hopewell |
| 28. Oktober | (30:6) Bericht |         |           | Stade Sébastien Charléty, Paris Zuschauer: 7.498 Schiedsrichter: Darren Hopewell |

| 1. November | Frankreich     | 28 : 8 | Tonga | Stade d’Albert Domec, Carcassonne Zuschauer: 10.288 Schiedsrichter: Steve Clark |
| 1. November | (12:4) Bericht |        |       | Stade d’Albert Domec, Carcassonne Zuschauer: 10.288 Schiedsrichter: Steve Clark |

| 2. November | Papua-Neuguinea | 16 : 0 | Südafrika | Stade Ernest Wallon, Toulouse Zuschauer: 4.313 Schiedsrichter: Darren Hopewell |
| 2. November | (12:0) Bericht  |        |           | Stade Ernest Wallon, Toulouse Zuschauer: 4.313 Schiedsrichter: Darren Hopewell |

| 5. November | Frankreich     | 56 : 6 | Südafrika | Stadium Municipal, Toulouse Zuschauer: 7.969 Schiedsrichter: Steve Clark |
| 5. November | (26:2) Bericht |        |           | Stadium Municipal, Toulouse Zuschauer: 7.969 Schiedsrichter: Steve Clark |

| 6. November | Papua-Neuguinea | 30 : 22 | Tonga | Stadium Municipal, Toulouse Zuschauer: 3.666 Schiedsrichter: Steve Ganson |
| 6. November | (18:12) Bericht |         |       | Stadium Municipal, Toulouse Zuschauer: 3.666 Schiedsrichter: Steve Ganson |

### Gruppe D
|    | Land              | Spiele | Siege | Unent. | Ndlg. | Spiel- punkte | Diff. | Tabellen- punkte |
| -- | ----------------- | ------ | ----- | ------ | ----- | ------------- | ----- | ---------------- |
| 1. | Irland            | 3      | 3     | 0      | 0     | 78:38         | + 40  | 6                |
| 2. | Samoa             | 3      | 2     | 0      | 1     | 57:58         | - 1   | 4                |
| 3. | New Zealand Māori | 3      | 1     | 0      | 2     | 49:67         | - 18  | 2                |
| 4. | Schottland        | 3      | 0     | 0      | 3     | 34:55         | - 21  | 0                |

| 28. Oktober | Irland          | 30 : 16 | Samoa | Windsor Park, Belfast Zuschauer: 3.207 Schiedsrichter: Tim Mander |
| 28. Oktober | (12:10) Bericht |         |       | Windsor Park, Belfast Zuschauer: 3.207 Schiedsrichter: Tim Mander |

| 29. Oktober | Schottland    | 16 : 17 | New Zealand Māori | Firhill Stadium, Glasgow Zuschauer: 2.008 Schiedsrichter: Stuart Cummings |
| 29. Oktober | (6:4) Bericht |         |                   | Firhill Stadium, Glasgow Zuschauer: 2.008 Schiedsrichter: Stuart Cummings |

| 1. November | Irland         | 18 : 6 | Schottland | Tolka Park, Dublin Zuschauer: 1.782 Schiedsrichter: Russell Smith |
| 1. November | (10:6) Bericht |        |            | Tolka Park, Dublin Zuschauer: 1.782 Schiedsrichter: Russell Smith |

| 1. November | Samoa         | 21 : 16 | New Zealand Māori | Derwent Park, Workington Zuschauer: 4.107 Schiedsrichter: Bill Harrigan |
| 1. November | (0:4) Bericht |         |                   | Derwent Park, Workington Zuschauer: 4.107 Schiedsrichter: Bill Harrigan |

| 4. November | Irland         | 30 : 16 | New Zealand Māori | Tolka Park, Dublin Zuschauer: 3.164 Schiedsrichter: Bill Harrigan |
| 4. November | (12:0) Bericht |         |                   | Tolka Park, Dublin Zuschauer: 3.164 Schiedsrichter: Bill Harrigan |

| 5. November | Schottland     | 12 : 20 | Samoa | Tynecastle Stadium, Edinburgh Zuschauer: 1.579 Schiedsrichter: David Pakieto |
| 5. November | (2:14) Bericht |         |       | Tynecastle Stadium, Edinburgh Zuschauer: 1.579 Schiedsrichter: David Pakieto |

## Finalrunde
| Viertelfinale | Viertelfinale | Viertelfinale |    |                 | Halbfinale | Halbfinale | Halbfinale |  |  | Finale | Finale | Finale |
|               |               |               |    |                 |            |            |            |  |  |        |        |        |
| D1            | Irland        | 16            |    |                 |            |            |            |  |  |        |        |        |
| A2            | England       | 26            |    |                 |            |            |            |  |  |        |        |        |
| A2            | England       | 26            | A2 | England         | 6          |            |            |  |  |        |        |        |
|               |               |               | A2 | England         | 6          |            |            |  |  |        |        |        |
|               | B1            | Neuseeland    | 49 |                 |            |            |            |  |  |        |        |        |
| B1            | B1            | Neuseeland    | 49 | Neuseeland      | 54         |            |            |  |  |        |        |        |
| B1            |               |               |    | Neuseeland      | 54         |            |            |  |  |        |        |        |
| C2            | Frankreich    | 6             |    |                 |            |            |            |  |  |        |        |        |
| C2            | Frankreich    | 6             | B1 | Neuseeland      | 12         |            |            |  |  |        |        |        |
|               |               |               |    | Neuseeland      | 12         |            |            |  |  |        |        |        |
|               | A1            | Australien    | 40 |                 |            |            |            |  |  |        |        |        |
| A1            | A1            | Australien    | 40 | Australien      | 66         |            |            |  |  |        |        |        |
| A1            |               |               |    | Australien      | 66         |            |            |  |  |        |        |        |
| D2            | Samoa         | 10            |    |                 |            |            |            |  |  |        |        |        |
| D2            | Samoa         | 10            | A1 | Australien      | 46         |            |            |  |  |        |        |        |
|               |               |               | A1 | Australien      | 46         |            |            |  |  |        |        |        |
|               | B2            | Wales         | 22 |                 |            |            |            |  |  |        |        |        |
| C1            | B2            | Wales         | 22 | Papua-Neuguinea | 8          |            |            |  |  |        |        |        |
| C1            |               |               |    | Papua-Neuguinea | 8          |            |            |  |  |        |        |        |
| B2            | Wales         | 22            |    |                 |            |            |            |  |  |        |        |        |

### Viertelfinale
| 11. November | Australien     | 66 : 10 | Samoa | Vicarage Road, Watford Zuschauer: 5.404 Schiedsrichter: Stuart Cummings |
| 11. November | (24:4) Bericht |         |       | Vicarage Road, Watford Zuschauer: 5.404 Schiedsrichter: Stuart Cummings |

| 11. November | England         | 26 : 16 | Irland | Headingley Carnegie Stadium, Leeds Zuschauer: 15.405 Schiedsrichter: Tim Mander |
| 11. November | (12:10) Bericht |         |        | Headingley Carnegie Stadium, Leeds Zuschauer: 15.405 Schiedsrichter: Tim Mander |

| 12. November | Neuseeland     | 54 : 6 | Frankreich | Wheldon Road, Castleford Zuschauer: 5.158 Schiedsrichter: Bill Harrigan |
| 12. November | (30:0) Bericht |        |            | Wheldon Road, Castleford Zuschauer: 5.158 Schiedsrichter: Bill Harrigan |

| 12. November | Wales          | 22 : 8 | Papua-Neuguinea | Lowerhouse Lane, Widnes Zuschauer: 5.211 Schiedsrichter: David Pakieto |
| 12. November | (20:2) Bericht |        |                 | Lowerhouse Lane, Widnes Zuschauer: 5.211 Schiedsrichter: David Pakieto |

### Halbfinale
| 18. November | England        | 6 : 49 | Neuseeland | Macron Stadium, Bolton Zuschauer: 16.032 Schiedsrichter: Tim Mander |
| 18. November | (0:21) Bericht |        |            | Macron Stadium, Bolton Zuschauer: 16.032 Schiedsrichter: Tim Mander |

| 19. November | Australien      | 46 : 22 | Wales | Alfred McAlpine Stadium, Huddersfield Zuschauer: 8.114 Schiedsrichter: Russell Smith |
| 19. November | (14:20) Bericht |         |       | Alfred McAlpine Stadium, Huddersfield Zuschauer: 8.114 Schiedsrichter: Russell Smith |

### Finale
| 25. November | Australien    | 40 : 12 | Neuseeland | Old Trafford, Trafford Zuschauer: 44.329 Schiedsrichter: Stuart Cummings |
| 25. November | (6:0) Bericht |         |            | Old Trafford, Trafford Zuschauer: 44.329 Schiedsrichter: Stuart Cummings |